# Henry Bibb
Pour les articles homonymes, voir Bibb.
Henry Bibb (1815-1854) est un écrivain et abolitionniste américain. Né esclave, il fuit la Louisiane esclavagiste du XIXe siècle et se réfugia par la suite au Canada.

## Biographie
Henry Bibb est né dans une plantation du Kentucky le 10 mai 1815 d'une mère esclave, Milldred Jackson, et probablement d'un père sénateur de l'État du Kentucky, James Bibb. 
En 1833, il épousa une esclave, Malinda, avec qui il eut une fille, Mary Frances.

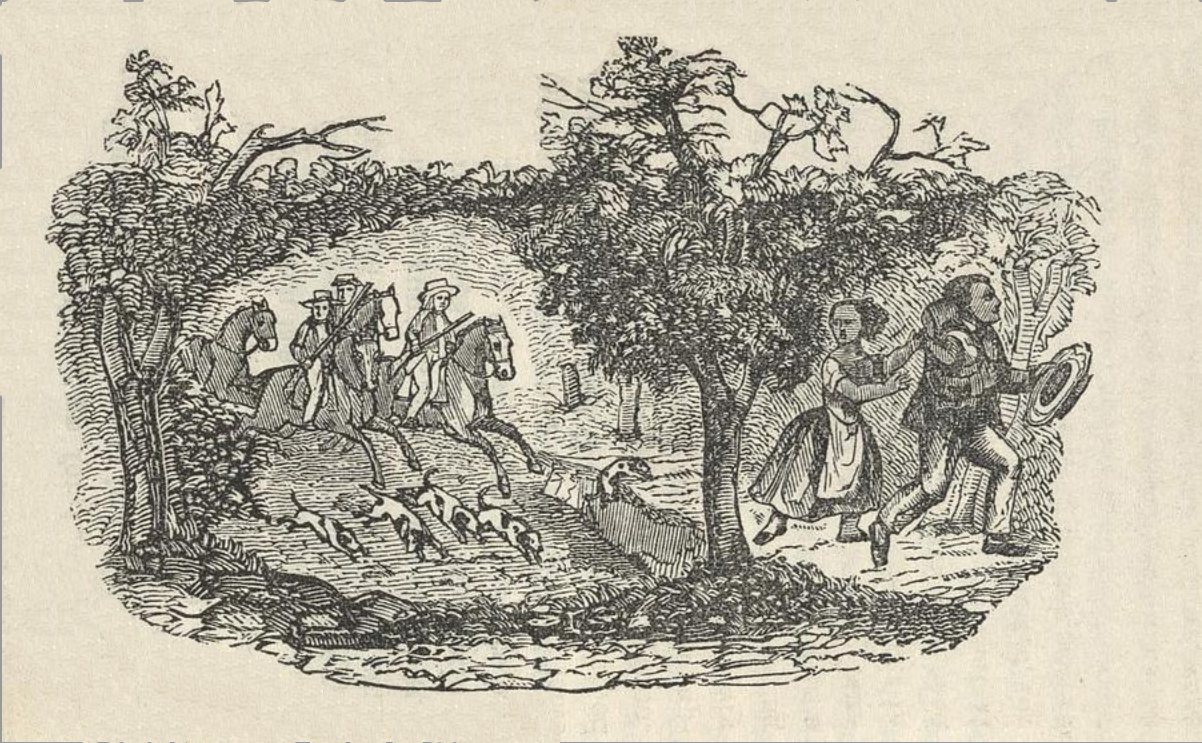
Capture de la famille d'Henry Bibb par des chasseurs d'esclaves, gravure de 1849.

Avec sa famille il tente de s'échapper à plusieurs reprises mais est à chaque fois capturé par des chasseurs d'esclaves.
En 1842, il réussit à fuir pour Détroit. Après avoir découvert que Malinda fut vendue comme maîtresse à un planteur blanc, il se concentra sur sa carrière d'abolitionniste.
En 1849-50 il publia son autobiographie, juste avant que le Fugitive Slave Act de 1850 soit voté.
Puis, il fuit au Canada et s'installa en Ontario avec sa seconde femme, Mary Miles Bibb. 
En 1851, il fonda le premier journal noir du Canada, Voice of the Fugitive. C'est dans ce même journal qu'en 1852, il publia le récit de trois de ses frères qui fuirent aussi pour le Canada.
Il meurt le 1er août 1854 à Windsor.